# Hormisda (prefeito pretoriano)
Hormisda em persa médio: Hormezd; em grego: Ορμίσδας; romaniz.: Hormísdas) foi um oficial bizantino de provável origem persa que esteve ativo no século V. 

## Nome
O teônimo Hormisda é a versão latina do persa médio Hormisde (𐭠𐭥𐭧𐭥𐭬𐭦𐭣; Hormizd), Ormasde (Ōhrmazd), Hormosde / Ormosde ((H)ormozd), Ormusde (Ormozd) ou Oramasde (Ohramazd), o nome da divindade suprema no zoroastrismo, cujo nome avéstico era Aúra-Masda (Ahura-Mazdāh). Foi registrao em persa antigo como Auramasda (Auramazdā), em grego como Hormisdas (Ορμίσδας, Ormísdas), Hormisdes (Ορμίσδης, Ormísdēs), Horomazes (Ωρομάζης, Oromázēs) e Hormisdates (Ορμισδάτης, Ormisdátēs), em árabe era Hormuz (هرمز), em armênio como Oramasde (Օրամազդ; Oramazd) e Ormisde (Որմիզդ, Ormizd) e em georgiano era Urmisde (ურმიზდი, Urmizd).

## Vida
As origens de Hormisda são incertas. Em 448, segundo uma lei de 16 de fevereiro presente no Código de Justiniano (I.1.3), ocupou a posição de prefeito pretoriano da Ilíria. Ele provavelmente pode ser associado com o Hormisda que reparou os muros de Salonica como atestado numa inscrição encontrada numa torre no muro leste da cidade e que foi datada entre setembro de 447 e agosto de 448.
Em seguida, Hormisda tornar-se-ia prefeito pretoriano do Oriente e seu mandato é contidas no leis presentes no Código de Justiniano. A mais antigas delas, a XI.22.1ª, concede a Berito (atual Beirute, no Líbano) o estatuto de metrópole e data de não antes de agosto de 449. As demais, a V.14.8ª + 17.8ª e a VI.52.1ª, são datadas de 9 de janeiro e 3 de abril de 450 respectivamente. Aparentemente, Hormisda foi substituído por Paládio logo após a ascensão do imperador Marciano (r. 450–457) e ele não está entre os dignitários mencionados no Concílio da Calcedônia de 451, o que poderia indicar que caiu em desgraça ou havia falecido.
Com base na escassez do uso do nome iraniano Hormisda no mundo latino, Christian Settipani sugeriu que ele era filho do nobre sassânida homônimo, o filho do xá Hormisda II (r. 302–309/310), que em 324 fugiu para o Império Romano e foi acolhido por Constantino (r. 306–337) ou Licínio (r. 308–324). Além disso, sugeriu que o prefeito pretoriano foi avô (materno?) do papa Hormisda (r. 514–523), que era filho do campânio Justo e pai do papa Silvério (r. 536–537).